# Сё Хо
Сё Хо (尚豊, 1590–1640) – 8-й ван государства Рюкю второй династии Сё (1620—1640). Сё Хо был четвертым сыном Сё Кю , третьего сына короля Сё Гэн . В 1616 году он был назначен кокусё на высокую правительственную должность, сродни премьер-министру или главному королевскому советнику, который позже был заменен сэссэй.
Сё Хо имел вассально-дипломатическое отношение с Китаем и Японии. В 1623 году Сё Хо отправил очередную данническую миссию в Китай. Рюкюанское посольство сообщил к двору Китая о смерти предыдущего короля и восществий на трон нынешнего короля.  Когда двор Сюри хотел отправить следующую миссию в Китай. Но в казне не хватало средств для очередной миссий.В 1631 году на Рюкю послали первого наместника (дзайбанбугё) из Сацумы Каваками Тадамити. Он предоставил правительству Рюкю тотогин (взаимную инвеститцию). Местный чиновник Тамагасуку Нусидимори отказался покупать  на высокую цену японский щелк и низкосортные товары.
В 1633 году из Китая прибыло очередное посольство. Китайские послы вручили инвеституру Сё Хо о назначений королем. В 1634 году двор Сюри отправил посольства в Эдо. Рюкюские послы поблагодарили и поздравили Токугава Иэмицу  с назначением его сёгуном  Клан Сацума узнав о инциденте выразил своё недовольство. В 1639 году Сё Хо чтобы не портить отношение с японцами, приказал сослать всех причастных к этому делу на далекие острова, а Тамагасуку казнить.
В сельском хозяйстве появляется новшество. В 1605 году местный чиновник Ногуну Сокан состоящий в дипмисии привез батат из Китая, который при помощи исследователя Гимя Синдзё (1557–1644) распространяется по всему государству. При Сё Хо батат попадает в Сацума, а потом в Японию.
Король Сё Нэй умер, не оставив наследника в 1621 году, и Сё Хо был выбран его преемником. После двадцатилетнего правления Сё Хо умер в 1640 году, и ему наследовал его сын Сё Кэн.